# 斯韦特兰娜·拉济维尔
斯韦特兰娜·米哈伊洛芙娜·拉济维尔（1987年1月17日—），乌兹别克斯坦女子田径运动员，主攻跳高，2010年亚洲运动会女子跳高金牌得主、2014年亚洲运动会女子跳高金牌得主、2018年亚洲运动会女子跳高金牌得主、2022年亚洲运动会女子跳高银牌得主。